# Ian Burgess
Ian Burgess, född 6 juni 1930 i London, död 19 maj 2012 i Harrow, London, var en brittisk racerförare.

## Racingkarriär
Burgess startade sin karriär i formel 3 1950. Därifrån gick han vidare till formel 2 och sportvagnsracing. Mellan 1958 och 1963 deltog han i tjugo formel 1-lopp.

## F1-karriär
| Säsong | Stall/Tillverkare                                      | Poäng | Placering |
| ------ | ------------------------------------------------------ | ----- | --------- |
| 1958   | Cooper Car Company High Efficiency Motors (Cooper T43) | 0     | -         |
| 1959   | Scuderia Centro Sud (Cooper T51)                       | 0     | -         |
| 1960   | Scuderia Centro Sud (Cooper T51)                       | 0     | -         |
| 1961   | Camoradi (Lotus 18)                                    | 0     | -         |
| 1962   | Anglo American Equipe (Cooper T53)                     | 0     | -         |
| 1963   | Scirocco-BRM                                           | 0     | -         |